# Clan Ema

Lo stemma (mon) del clan Ema

Il clan Ema (江馬氏?, Ema-shi) fu un piccolo clan del Giappone feudale che governò nella provincia di Hida.

## Storia
L'origine del clan Ema non è chiara, anche se viene indicato come discendente del clan Hōjō, e servì lo shogunato Kamakura durante il periodo Muromachi. Si stabilirono nel nord-est della provincia di Hida, nell'area di Kamioka. 
Nonostante il territorio e la popolazione abbastanza limitati, il clan aumentò il proprio potere utilizzando la miniera di Kamioka. In quel tempo lo zinco non era ancora usato, ma l'argento portò grandi entrate insieme al piombo che divenne indispensabile per i proiettili degli archibugi. Gli Ema costruirono la propria residenza nella parte più interna della zona pianeggiante ed eressero il castello di Suwa-Takahara nel XV° secolo sul retro di una montagna per sfruttarlo in caso di emergenza.
Durante l'inizio del periodo Sengoku la provincia di Hida venne suddivisa tra il clan Ema e in maggior parte al clan Anegakōji. Per far fronte a tale potere crescente il clan Ema si alleò con il clan Takeda il quale entrò nella provincia e infierì un duro colpo agli Anegakōji nel 1559 che furono costretti ad allearsi al clan Uesugi per sopravvivere. 
La situazione per gli Ema iniziò a precipitare un decennio più tardi. Gli Anegakōji ottennero il supporto di Oda Nobunaga, e dopo la morte di Takeda Shingen gli Ema furono costretti ad allearsi con Uesugi Kenshin. Ma dopo che anche questi morì nel 1578 gli Uesugi vennero cacciati dalla provincia di Hida. Questo portò ad un notevole indebolimento del clan.
Con la morte di Nobunaga, nel 1582, gli Ema tentarono un'ultima sortita per riprendere l'antico potere ma vennero definitivamente sconfitti nella battaglia di Yokaichi.

## Membri importanti del clan
- Ema Tokimori (江馬 時盛?; morto 1573) signore del castello di Suwa-Takahara, si alleò con il clan Takeda, ma suo figlio ed erede, Terumori, lo fece uccidere per allearsi agli Uesugi.

- Ema Terumori (江馬 輝盛?; 1535 - 1582) prese le redini del clan dopo aver ucciso il padre ed esiliato il fratello. Morì nella battaglia di Yokaichi durante un disperato tentativo di risollevare le sorti del clan.

- Ema Nobumori (江馬 信盛?; 1537 - 1581) figlio di Tokimori, conosciuto anche come Umanosuke. Monaco in gioventù, si unì al clan Takeda dopo esser stato preso come ostaggio. Morì combattendo nell'assedio di Takatenjin (1581).